# 中華民国憲兵特勤隊

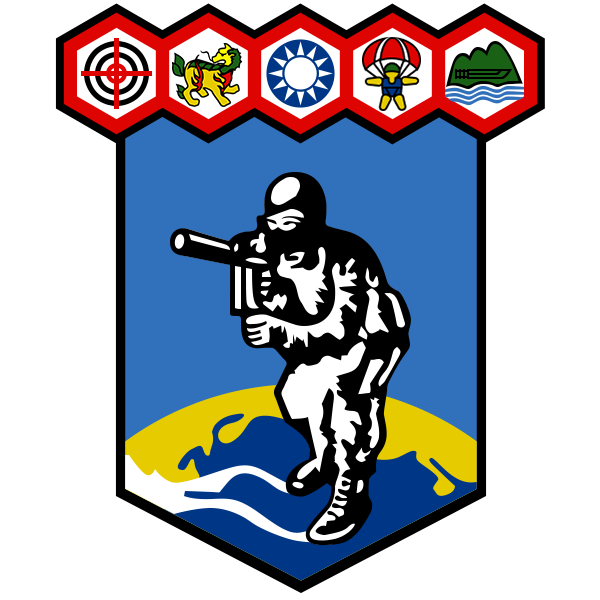
憲兵特勤隊のエンブレム

中華民国憲兵特勤隊（ちゅうかみんこくけんぺいとっきんたい、中華民國憲兵特勤隊）は、中華民国憲兵の特殊部隊。通称「夜鷹特勤隊」。任務は人質救出、要人警護などで、台湾北部の対テロ、不法行為の警備のために活動している。
隊員には特殊訓練および特殊装備が与えられ、SWATのような黒い戦闘服姿で知られている。隊員の一部は米軍のレンジャースクールで訓練を受けており、また、中華民国警察において特種警察が誕生した際には、憲兵特勤隊が指導にあたっていた。その他、他国の特殊部隊へ訓練指導を行うこともある。

## 沿革
- 1977年 - 国防部および憲兵指揮部にて対テロ部隊の設立が検討され、80人の隊員が訓練を受ける。
- 1978年 - 「中華民国憲兵特勤隊」が正式に誕生する。
- 1987年 - 岩灣監獄にて暴動が発生し、軍の高空特勤隊、陸戦特勤隊と共に鎮圧にあたる。
- 1992年 - 中国国民党の動乱時に警備任務にあたる。
- 1997年 - 白暁燕誘拐殺人事件の主犯格である陳進興を逮捕。
- 2004年 - 台北市萬安27号演習に参加する。
- 2014年 - ひまわり学生運動にて、議会に突入するために署に待機する。

## 装備

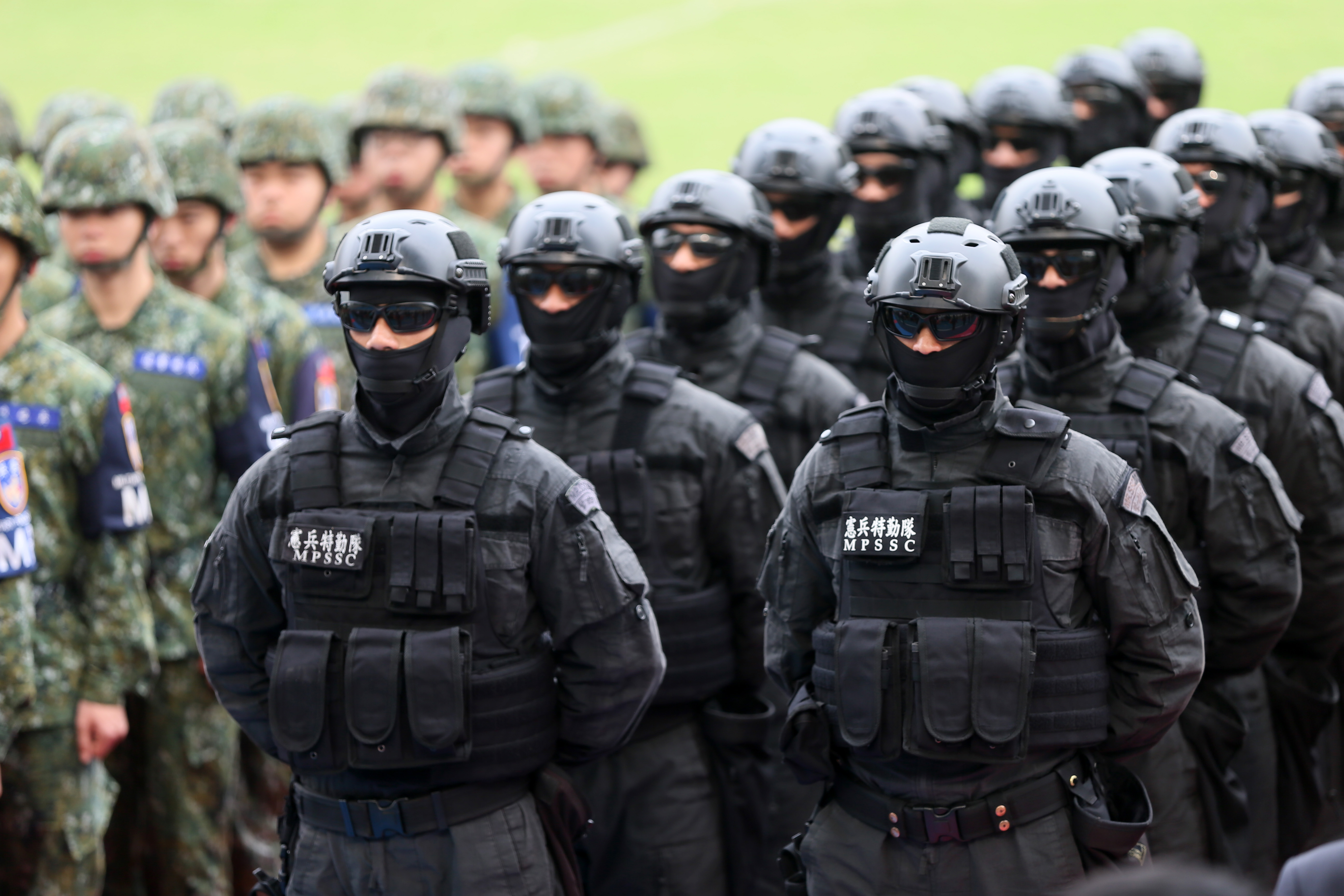
憲兵特勤隊員

- H&K USP
- グロック17
- 77式衝鋒槍
- H&K MP5
- コルト9mmSMG
- 91式歩槍
- コルト・コマンドー
- M4カービン
- レミントンM870
- ベネリM3
- ベネリM4
- M24 SWS
- SIG SSG3000
- H&K PSG1